# Nationaal Archief
Het Nationaal Archief, gevestigd te Den Haag, is de grootste openbare archiefinstelling in Nederland. Er ligt bijna duizend jaar geschiedenis van Nederland opgeslagen in 142 kilometer aan documenten en 800 terabyte aan digitale bestanden. Daarnaast heeft het Nationaal Archief 15 miljoen foto's en 300.000 kaarten en tekeningen in de collectie. Het Nationaal Archief fungeert in formele zin als Algemeen Rijksarchief voor Nederland en als Rijksarchief in Zuid-Holland.

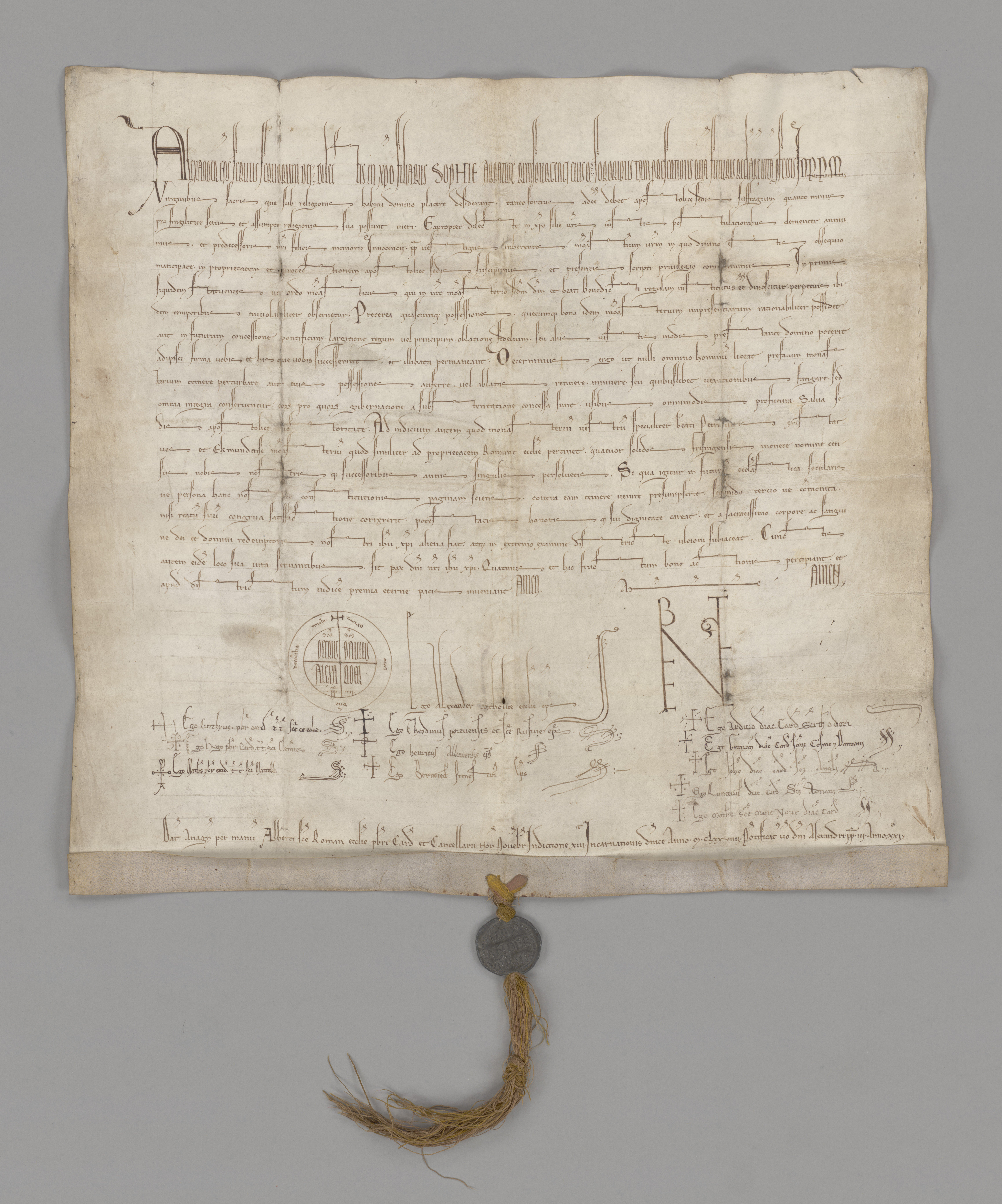
Het oudste originele archiefstuk van het Nationaal Archief dateert uit 1179. Het betreft een bul van paus Alexander III voor de abdij van Rijnsburg.

## Collectie

Een afbeelding uit het archief.
Fractievoorzitter van de Boerenpartij, Hendrik Koekoek bij twee shetlandpony's, 26 september 1966.

Vanuit die twee functies verwerft en beheert het Nationaal Archief met name archieven afkomstig van:
- de bestuursinstellingen van het Koninkrijk der Nederlanden of voorgangers daarvan en zijn koloniën, bijvoorbeeld de Staten-Generaal, de ministeries en de Vereenigde Oostindische Compagnie;
- de bestuursinstellingen van het graafschap Holland, het gewest Holland en de provincie Zuid-Holland;
- personen van nationale betekenis, veelal met een relatie tot de rijksoverheid;
- particuliere instellingen, zoals de Nederlandsche Handel-Maatschappij en de Koninklijke Nederlandse Voetbalbond.

Naast archieven van instellingen, families en personen beheert het Nationaal Archief ook kaarten, tekeningen, prenten en foto’s. De beeldcollecties worden in delen gedigitaliseerd en primair via internet ontsloten in een eigen beeldbank, deels ook via de internationale fotosite Flickr. In juli 2010 werd bekend dat het Nationaal Archief en Spaarnestad Photo een groot aantal foto's aan Wikimedia Nederland doneren. Het gaat hierbij om ruim duizend foto's van Nederlandse politici en belangrijke gebeurtenissen in Nederland.

### Openbaarheid archiefstukken
Archieven van ministeries worden als ze twintig jaar oud zijn overgedragen aan het Nationaal Archief. Normaal gesproken zijn archieven daarna direct door iedereen beschikbaar voor bestudering en gebruik voor bijvoorbeeld publicaties. Het kan voorkomen dat de openbaarheid van archieven nog een aantal jaren langer wordt beperkt, indien dat nodig is in verband met de privacy van nog levende personen of de staatsveiligheid. Regels daarover zijn in de Archiefwet en per ministeriële regeling vastgelegd en de verlengde afscherming van de openbaarheid van archieven mag maximaal 75 jaar duren. Vaak is de termijn korter. Bijvoorbeeld notulen van de vergaderingen van de ministerraad worden na vijfentwintig jaar openbaar. Voor andere archieven geldt vaak een termijn van vijftig jaar. Deze termijn wordt altijd vooraf bepaald en de afscherming vervalt op 1 januari in het jaar na het verstrijken van de termijn. Sinds 2010 heet deze dag “Openbaarheidsdag”.

### Digitalisering
Een verkenning in 2012 heeft geleid tot een eindrapport Impactanalyse & Scenarioverkenning die als bijlage bij de "Kamerbrief over digitalisering en archivering informatie van het Rijk" werden gevoegd.
Twee conclusies uit de kamerbrief waren onder meer:

Om deze reden is het nodig dat het Nationaal Archief de komende jaren een omslag maakt naar een organisatie met kennis en advies over digitaliseringsvraagstukken en de actuele bedrijfsvoering van de archiefvormers zelf.

Onder mijn regie werken inmiddels verschillende culturele instellingen gezamenlijk aan de opzet van een gemeenschappelijke infrastructuur.

De brief concludeert dus dat er meer kennis moet komen over digitalisering en over een gemeenschappelijke infrastructuur.
De digitalisering en archivering komen ook aan bod tijdens het algemeen overleg over rijksarchieven van de Vaste kamercommissie OCW op 29 januari 2014. Digitaal werken zorgt ook bij archivering voor een grote omslag. Het Nationaal Archief moet hierbij het kennis- en adviescentrum en beheerder en bewaarder zijn van digitaal archief. Een drietal programma's Archief 2020, Digitale Werkomgeving Rijksdienst-Archief (DWR-archief) en Digitale Taken Rijksarchieven (DTR) moeten er de komende jaren voor gaan zorgen dat het Nationaal Archief en de RHC's goed voorbereid zijn op deze ontwikkelingen.

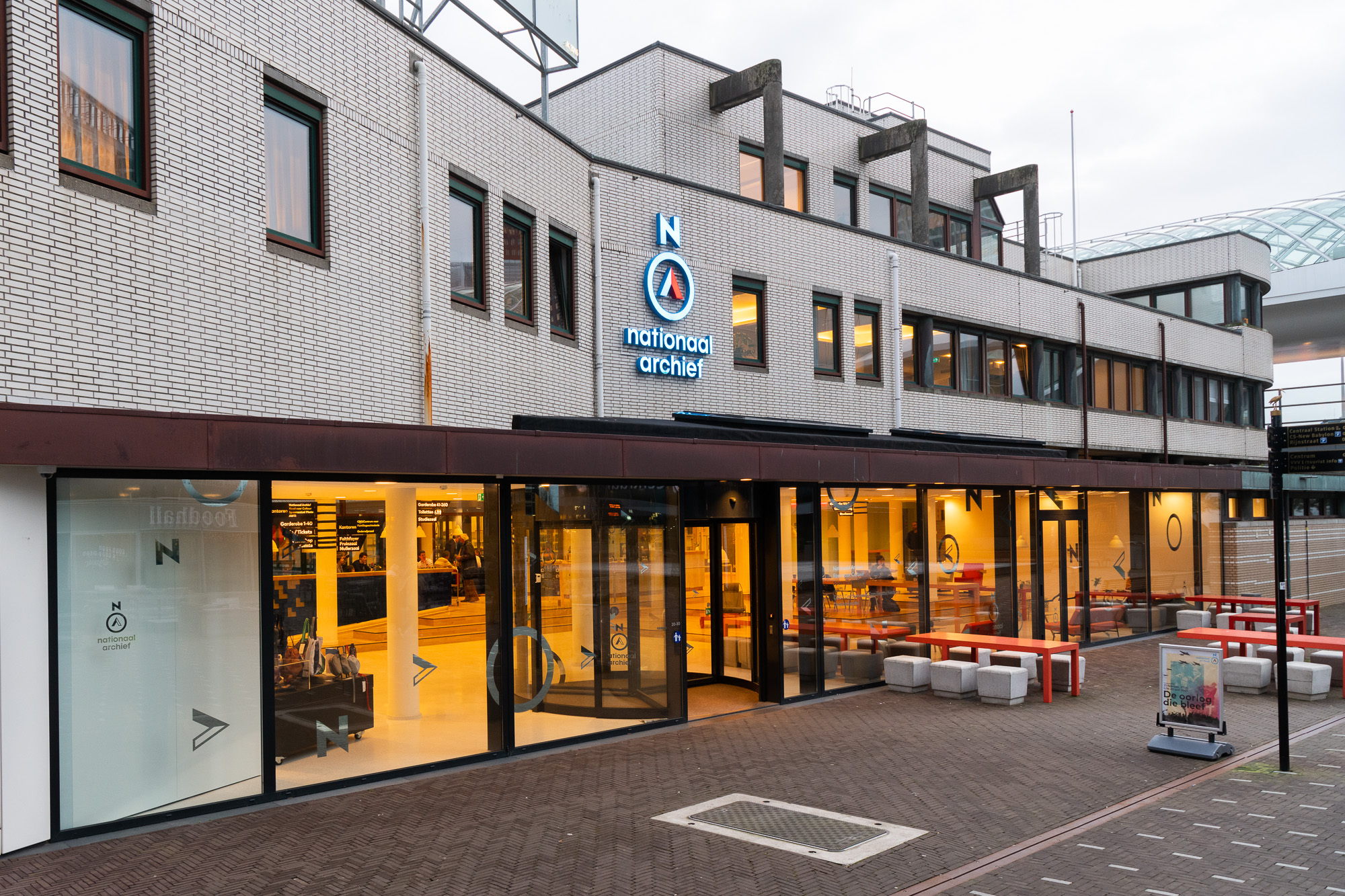
Entree Nationaal Archief in Den Haag in de avond

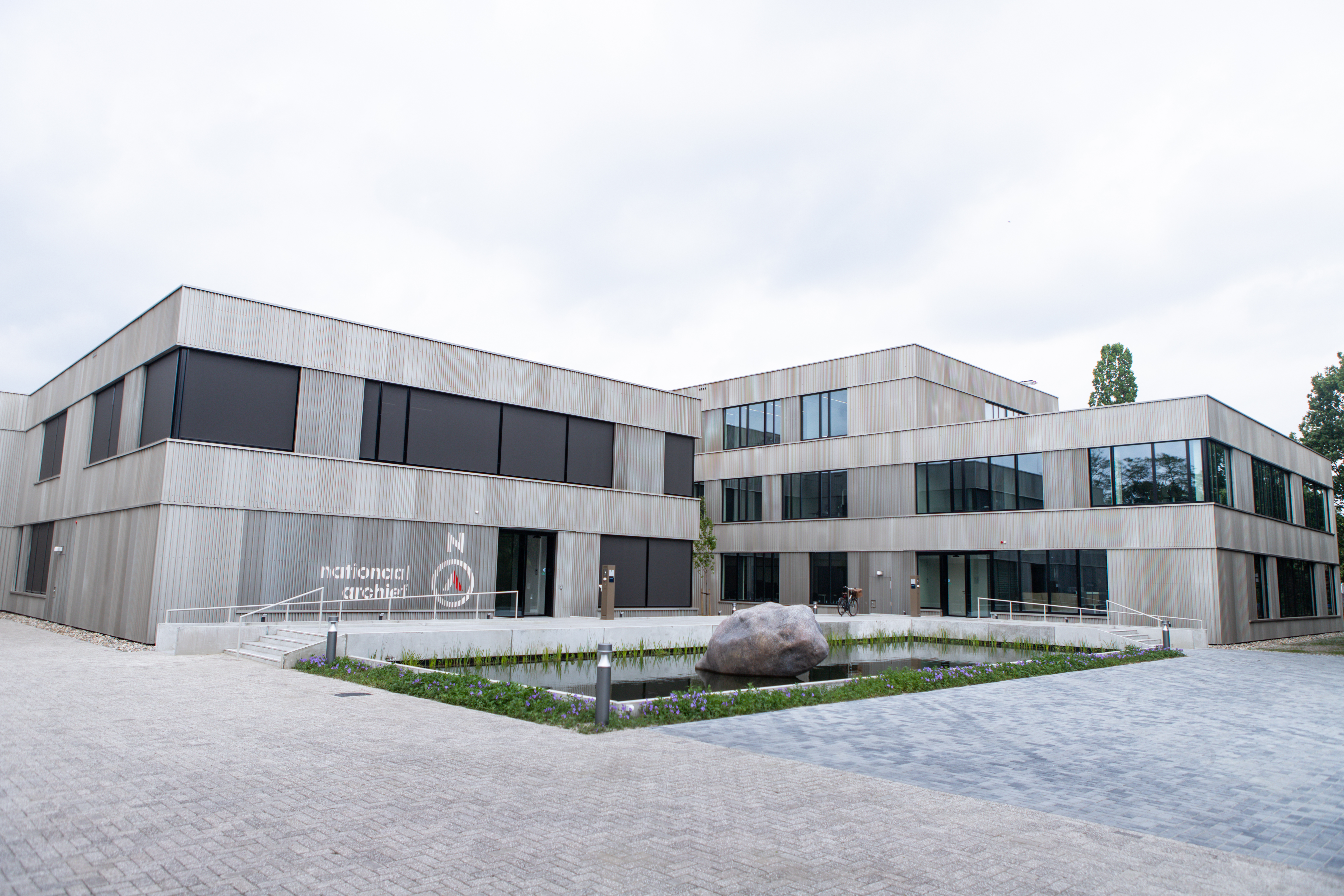
Dependance met 95 km^{1} aan depotruimte van het Nationaal Archief in Emmen

## Organisatie

### Huisvesting
Het Nationaal Archief is sinds 1979 gehuisvest aan het Prins Willem Alexanderhof in Den Haag. In 2019 breidde het Nationaal Archief uit met een depot in Emmen.

#### Den Haag
De hoofdlocatie ligt tussen het Centraal station en de Koninklijke Bibliotheek in. Het gebouw is een ontwerp van Sjoerd Schamhart. Op de begane grond bevindt zich een publiekscentrum met een tentoonstellingsruimte, een informatiecentrum en een studiezaal, waar de originele brieven, besluiten, notulen, dossiers, foto's en kaarten geraadpleegd kunnen worden. Sinds 1 januari 2012 verzorgt het Centraal Bureau voor Genealogie de genealogische informatieverstrekking. Het Nationaal Archief beschikt sinds 2001 over een tentoonstellingsruimte en auditoria.

### Onderwijs
Naast het bewaren en aan het publiek ter inzage geven van archieven heeft het Nationaal Archief ook een educatieve taak. Leerlingen, studenten en docenten van het basisonderwijs, het middelbaar onderwijs en het hoger onderwijs kunnen in het Nationaal Archief terecht voor hulp bij hun studie naar de geschiedenis van Nederland en de voormalige koloniën.

## Geschiedenis
Op 17 juni 1802 werd Hendrik van Wijn aangesteld als 'archivarius der Bataafsche Republiek' en als 'archivarius van Departement Holland', een aanstelling die als begin wordt gezien van het openbaar archiefwezen in Nederland. Nadat in 1890 het laatste provinciaal archief was omgezet in een Rijksarchief, werd het landelijke 'Rijksarchief te 's-Gravenhage' vanaf 1913 aangeduid als Algemeen Rijksarchief (ARA), met aan het hoofd de algemene rijksarchivaris.
Vanaf 1924 tot 1994 bestond het ARA uit drie semi-zelfstandige rijksarchieven met aan het hoofd een rijksarchivaris, namelijk het Rijksarchief voor de centrale regeringsarchieven voor 1795 (ook wel genoemd Eerste Afdeling), het Rijksarchief voor de centrale regeringsarchieven vanaf 1795 (Tweede Afdeling), het Rijksarchief in Zuid-Holland (Derde Afdeling), alsmede een afdeling Kaarten en Tekeningen. Studiezaal, bibliotheek, restauratieatelier en ondersteunende diensten waren ondergebracht in een afdeling Algemene Zaken. Na een reorganisatie in 1994 werden deze rijksarchieven en afdelingen opgeheven.
De Rijksarchiefdienst, waarvan het Algemeen Rijksarchief, de elf rijksarchieven in de provincie en de Rijksarchiefinspectie deel uitmaakten, werd in de periode 1998-2005 grotendeels ontmanteld. De provinciale rijksarchieven werden verzelfstandigd tot Regionale Historische Centra, terwijl de Rijksarchiefinspectie uiteindelijk een onderdeel werd van de Inspectie Overheidsinformatie en Erfgoed. Daar alleen het Algemeen Rijksarchief als nationale archiefinstelling overbleef, werd besloten om met ingang van 4 juni 2002 de naam te wijzigen in Nationaal Archief.
Eind 2011 besloot de ministerraad, op voorstel van staatssecretaris Halbe Zijlstra tot een voornemen tot fusie van het Nationaal Archief en de Koninklijke Bibliotheek. Deze fusie zou in 2013 moeten leiden tot een nieuwe organisatie met zbo-status. In oktober 2012 heeft de staatssecretaris besloten om deze voorgenomen fusie te bevriezen. Er heeft hierna een verkenning plaatsgevonden naar alternatieve vormen van samenwerking.

## Leiding
Aan het hoofd van het Nationaal Archief, een agentschap van het ministerie van OCW, staat een algemeen directeur, die tevens Algemene Rijksarchivaris is. Sinds 4 oktober 2021 is Afelonne Doek directeur van het Nationaal Archief. De directie van het Nationaal Archief bestaat sinds 2020 naast de algemeen directeur ook uit een directeur Archieven, Dienstverlening & Innovatie, Tom De Smet. Onder beide directeuren bevinden zich diverse afdelingen.

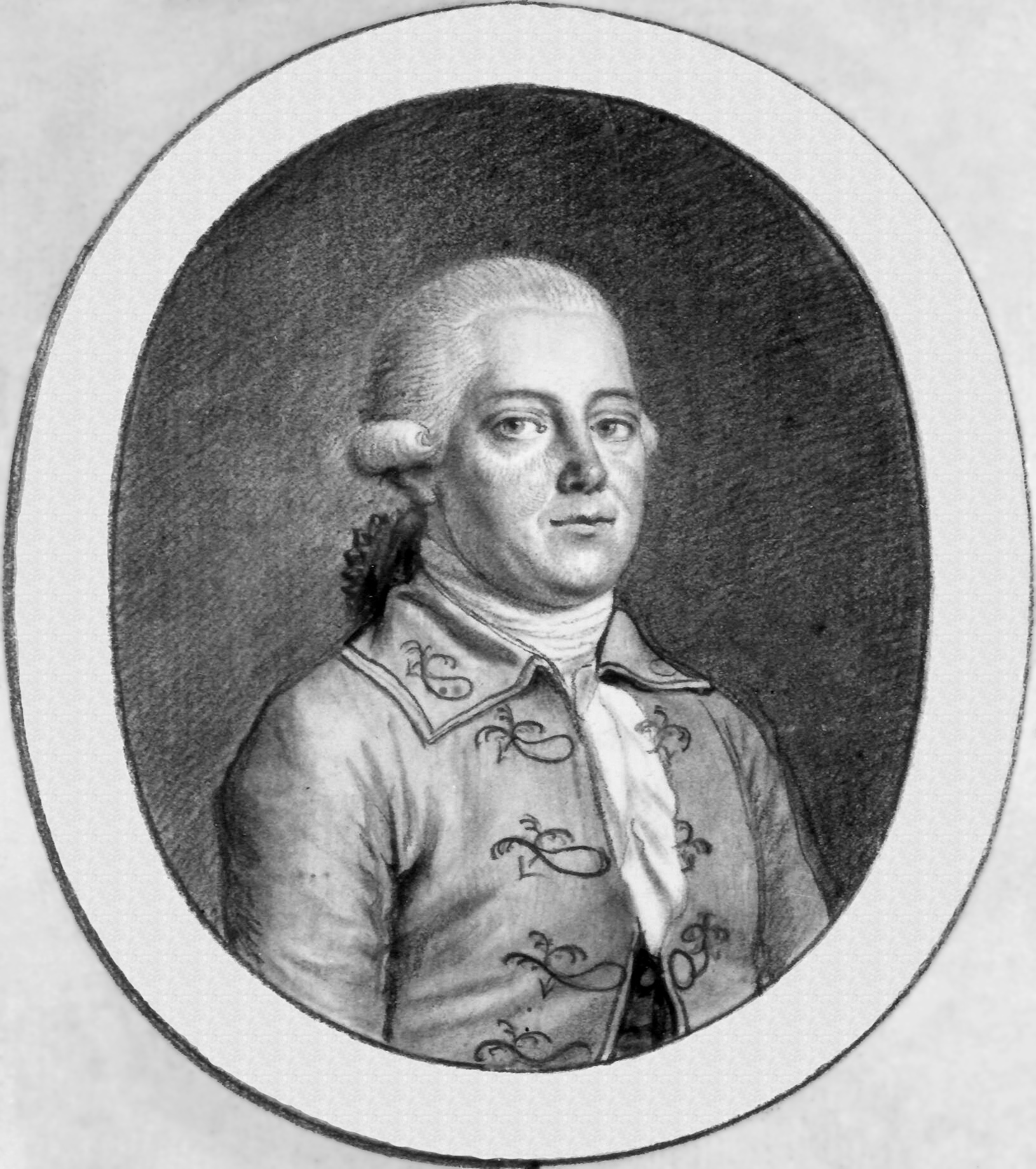
Hendrik van Wijn, geschiedkundige, de eerste archivaris van het Nationaal Archief.

### Directeur Nationaal Archief en rijksarchivaris
- Hendrik van Wijn (1802-1831)
- Johannes Cornelis de Jonge (1831-1853)
- Reinier Cornelis Bakhuizen van den Brink (1854-1865)
- L.Ph.C. van den Bergh (1865-1887)
- Th.H.F. van Riemsdijk (1887-1911)
- Peter van Meurs (1911-1912, waarnemend)
- Robert Fruin (Th. Azn) (1912-1933)
- Roelof Bijlsma (1933-1945)
- Dirk Graswinckel (1946-1953)
- Herman Hardenberg (1953-1966)
- J.L. van der Gouw (1966-1968)
- Ton Ribberink (1968-1988)
- Eric Ketelaar (1989-1997)
- Maarten van Boven (1997-2007)
- Martin Berendse (2007-2014)
- Marens Engelhard (2014-2021)
- Afelonne Doek (2021-)

## Prijs
In 2015 werd de Europese museumprijs, de Luigi Micheletti Award aan het Nationaal Archief toegekend.